# Arhiducele Louis de Austria
Arhiducele Louis Joseph Anton Johann, Prinț Imperial de Austria, Prinț Regal al Ungariei, Boemiei și Toscanei (13 decembrie 1784 – 21 decembrie 1864), a fost al 14-lea copil al lui Leopold al II-lea, Împărat Roman și al Infantei Maria Luisa a Spaniei.

## Biografie

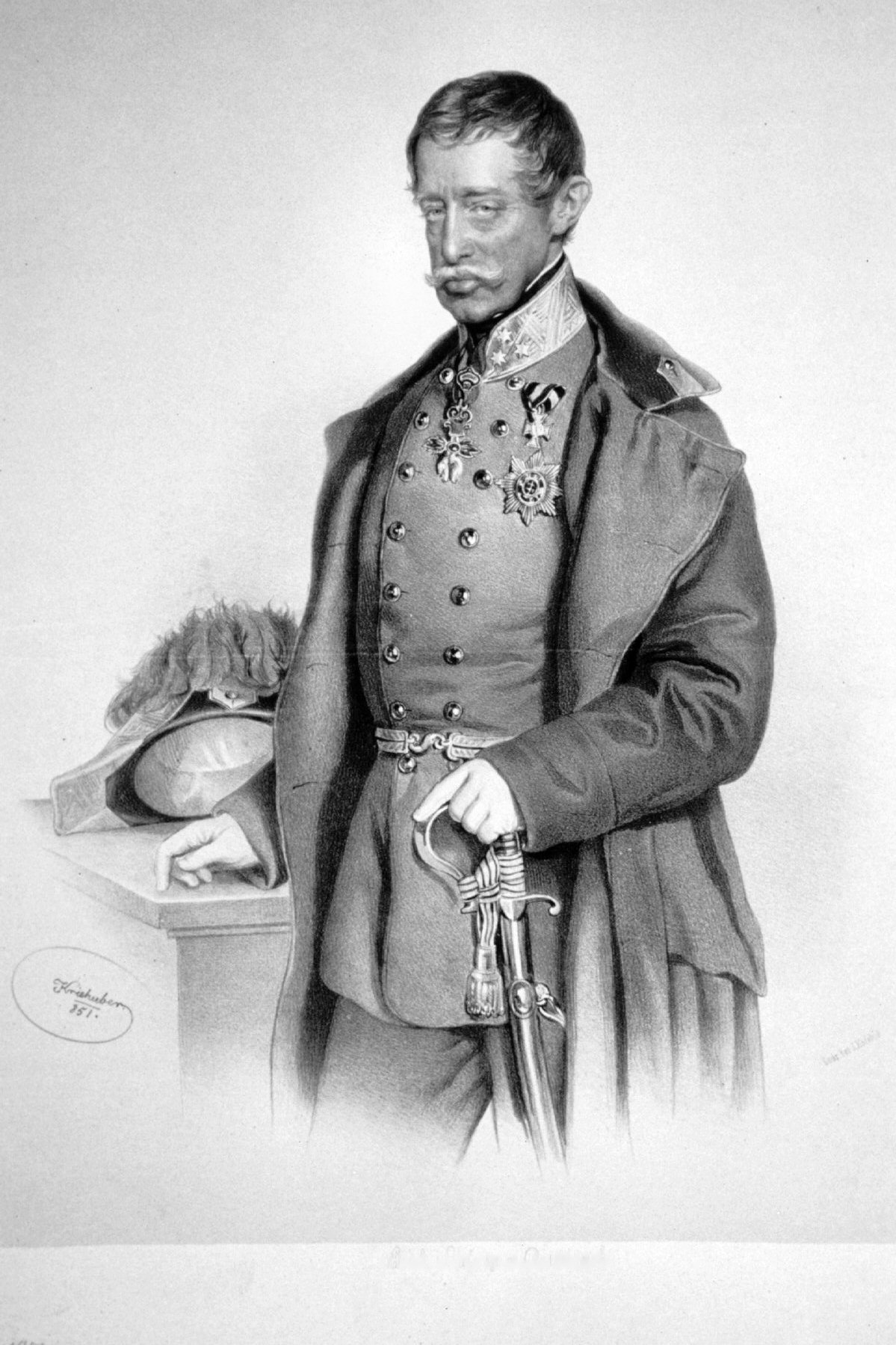
Arhiducele în 1851

Arhiducele Louis s-a născut la Florența, Italia. A intrat în armata austriacă imperială de la o vârstă fragedă și curând a ajuns la gradul de General-locotenent. În 1809 a fost numit comandantul corpului V de armată. În această poziție a luptat în bătăliile de la  Abensberg, Landshut și Ebersberg în aprilie și mai, după care a renunțat la comandă.
El a demonstrat, de asemenea, abilitățile sale politice prin reprezentarea fratele său, împăratul Francisc al II-lea, în mai multe rânduri și a fost numit în testamentul fratelui său de a fi șef al Conferinței de Stat (din 1836-1848), controlând toate birourile guvernamentale în numele împăratului Ferdinand I. Arhiducele a fost în favoarea politicii lui Metternich și a susținut absolutismul.
S-a retras după revoluția de la 1848 și a trăit în liniște până la moartea sa, la Viena, la vârsta de 80 de ani.

## Arbore genealogic
1. 1 2  Ludwig Joseph Anton Johann Erzherzog von Österreich, The Peerage, accesat în 9 octombrie 2017
2. ↑  Habsburg, Ludwig Joseph Anton (BLKÖ)[*] Verificați valoarea |titlelink= (ajutor)
3. 1 2  „Arhiducele Louis de Austria”, Gemeinsame Normdatei, accesat în 26 aprilie 2014
4. ↑  „Arhiducele Louis de Austria”, Gemeinsame Normdatei, accesat în 30 decembrie 2014
5. ↑  List of Royal Society Fellows 1660-2007 (PDF), p. 223